# De Kersentuin (restaurant)
De Kersentuin is een voormalig restaurant gevestigd in Amsterdam Oud-Zuid. Het restaurant is in 1980 als hotelrestaurant geopend. Het had een Michelinster in de periode 1984-1992. Jon Sistermans was in het begin chef-kok en Joop Braakhekke de maître. Zij hadden in de jaren 80 en begin jaren 90 de leiding, maar werden daarna door anderen opgevolgd. Het restaurant was een onderdeel van het Bilderberg Garden Hotel. Aan de noordgevel van het restaurant bevindt zich een beeldhouwwerk in de vorm van een open kers. Het restaurant is definitief gesloten.

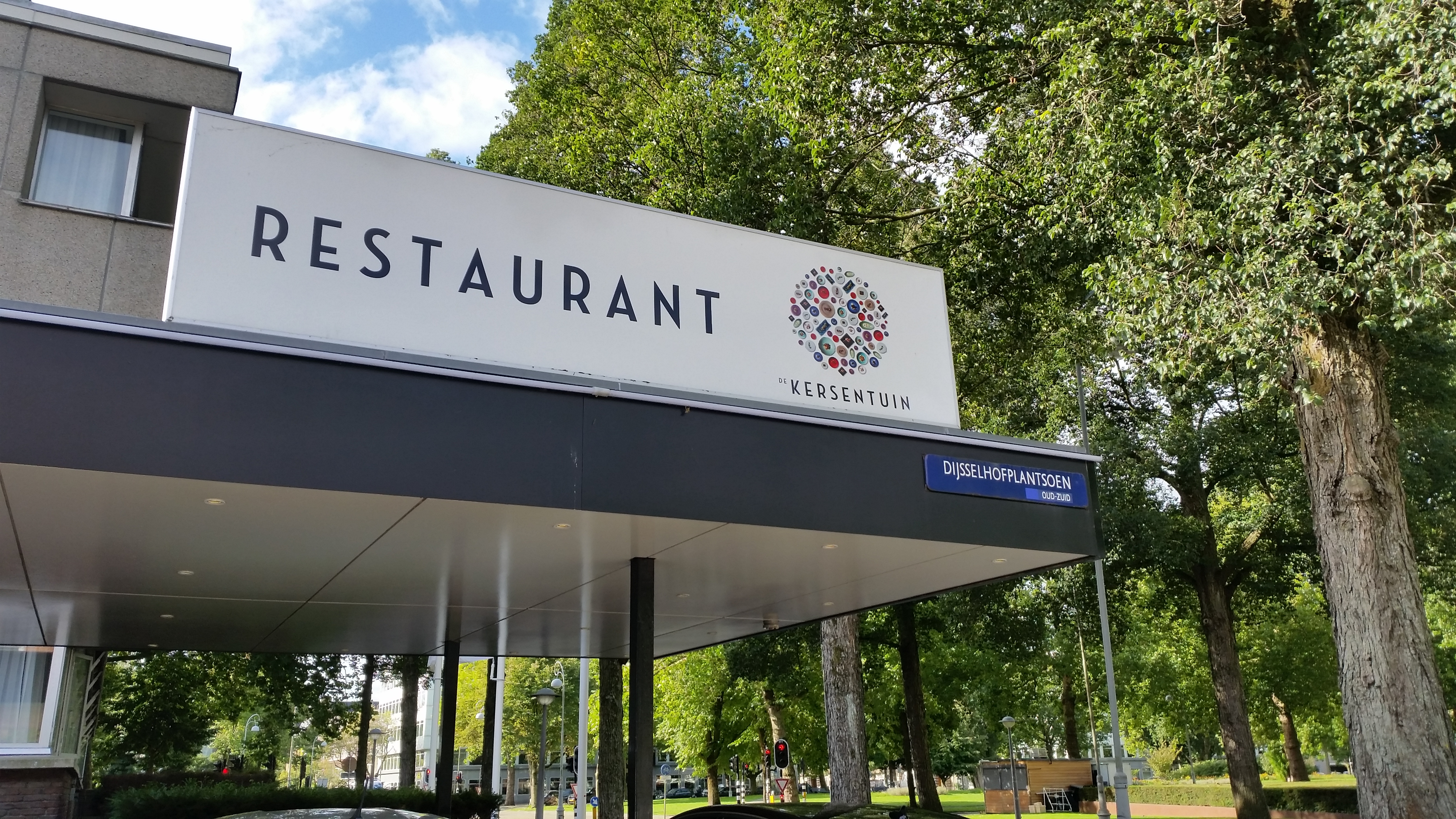
Logo van De Kersentuin
augustus 2020

## Websites
- De Telegraaf. Kersentuin werd mangerie, 18 augustus 1993. gearchiveerd op Delpher
- de Volkskrant. Die ster hoort bij mij, 6 augustus 2003. door M v Dinther